# Théodore-Adrien Sarr
Théodore-Adrien kardinál Sarr (* 28. listopadu 1936 Fadiouth) je senegalský římskokatolický kněz, emeritní arcibiskup dakarský, kardinál.

## Život
Kněžské svěcení přijal 28. května 1964. Studoval literaturu na Univerzitě v Dakaru, od roku 1967 do roku 1974 působil v několika farnostech jako duchovní a asistent společenství Katolické akce. Vyučoval latinu a řečtinu v semináři svatého Josefa v Ngasobil, a v roce 1970 se stal jeho ředitelem.
Dne 1. července 1974 byl jmenován ordinářem diecéze Kaolack, prvním, který pocházel z Afriky. Biskupské svěcení přijal 24. listopadu téhož roku, světitelem byl tehdejší arcibiskup Dakaru kardinál Hyacinthe Thiandoum. 2. června 2000 ho papež Jan Pavel II. jmenoval arcibiskupem Dakaru, do funkce byl slavnostně uveden 19. srpna téhož roku. V rámci Biskupské konference Senegalu, Mauretánie, Komorských ostrovů a Guineje Bissau působil v řadě funkcí, mj. od roku 1980 je předsedou komise pro výchovu a vzdělání. Zastává také funkce v Konferenci biskupů Západní Afriky (CERAO), od roku 2003 je jejím předsedou.
Při konzistoři 24. listopadu 2007 ho papež Benedikt XVI. jmenoval kardinálem (s titulem kardinál-kněz).
Dne 22. prosince 2014 rezignoval na funkci arcibiskupa Dakaru. V úřadu jej nahradil Mons. Ndiaye.